# 2021年貝魯特衝突
2021年贝鲁特冲突是2021年10月14日在黎巴嫩首都贝鲁特爆发的一系列冲突。真主党及其盟友在抗议调查2020年貝魯特爆炸事故的首席法官時發生了衝突。冲突的地点為正义宫，位于貝魯特什叶派穆斯林和基督教地区的交界地帶。 真主党表示黎巴嫩基督教民兵部队与阿迈勒运动支持的真主党武裝人員之间发生了一系列冲突，导致7人死亡和32人受伤，9人被黎巴嫩武装部队逮捕。这是该国自2008年黎巴嫩武装冲突以来最严重的冲突。 

## 时间线
由於負責調查2020年贝鲁特爆炸事故的法官宣佈要盤問真主黨籍的黎巴嫩前部長，引發真主黨不滿。2021年10月14日，在阿迈勒运动和真主党等什叶派政党以及基督教馬達拉運動發起的反對调查贝鲁特港口爆炸案的首席法官的抗议活动中，有狙擊手向抗议者开火，抗议者之後開始破坏汽车和建筑物，并骚扰居民，导致贝鲁特街头居民区附近发生衝突，同時有人与真主党和阿迈勒运动的支持者发生枪战。

## 后续
在此次武装冲突中，共造成6人被杀,30人受伤。

## 国际反应

### 国家
美国国务院发言人内德·普莱斯呼吁缓和政党间的紧张局势。
 科威特国外交部警告其在黎巴嫩的公民“谨慎行事”，并“远离某些地区的集会和骚乱场所，留在自己的住所”。

### 国际组织
联合国秘书长古特雷斯发言人表示“联合国呼吁有关各方立即停止暴力行为，并避免采取任何挑衅行动或任何煽动性言论”，并要求对贝鲁特港爆炸事件“进行公正、彻底和透明的调查”。